# Crash and Burn (Savage Garden)
Crash and Burn è un singolo del gruppo musicale australiano Savage Garden, pubblicato il 20 marzo 2000 come quarto estratto dall'album Affirmation.

## Tracce
CD Maxi
1. Crash And Burn – 4:41
2. I Knew I Loved You (Eddie's Savage Dance Mix) – 5:58
3. Gunning Down Romance (Drum And Bass Mix) – 6:05
4. I Knew I Loved You (Eddie's Rhythm Radio Mix) – 4:24

CD Singolo
1. Crash And Burn – 4:41
2. I Knew I Loved You (12" Mini Me Mix) – 8:25
3. I Knew I Loved You (Club Mix) – 6:03

## Classifiche
| Classifica (2000) | Posizione massima |
| ----------------- | ----------------- |
| Australia         | 16                |
| Belgio (Fiandre)  | 65                |
| Germania          | 69                |
| Irlanda           | 41                |
| Nuova Zelanda     | 19                |
| Regno Unito       | 14                |
| Stati Uniti       | 24                |
| Svezia            | 28                |
| Svizzera          | 77                |